# 옥산공원 (부천시)
옥산공원(玉山公園)은 대한민국 경기도 부천시 원미구 중동에 있는 도시근린공원이다.